# Schytt-Gletscher
Der Schytt-Gletscher ist ein großer, rund 100 km langer Gletscher an der Prinzessin-Martha-Küste des ostantarktischen Königin-Maud-Lands. Er fließt in nördlicher Richtung zwischen dem Giæverrücken und dem Ahlmannryggen zum Jelbart-Schelfeis.
Norwegische Kartografen kartierten ihn anhand von Vermessungen und Luftaufnahmen der Norwegisch-Britisch-Schwedischen Antarktisexpedition (1949–1952). Benannt ist er nach dem Schweden Stig Valter Schytt (1919–1985), stellvertretender Expeditionsleiter und Glaziologe der Forschungsreise.